# Valérien de Cimiez
Valérien de Cimiez (Valerianus Cemeliensis) est un prélat catholique ayant vécu au Ve siècle. Il est fêté le 23 juillet.

## Biographie
Valérien de Cimiez était évêque de Cemenelum, devenu aujourd'hui Cimiez (un quartier de Nice). Cemenelum était le chef-lieu de la province romaine des Alpes-Maritimes.
On sait peu de choses sur sa vie. Il participe à différents conciles régionaux (Riez, 439 ; Vaison, 442 ; Arles, entre 449 et 461) et son nom figure comme signataire et destinataires de diverses lettres échangées entre les évêques de la Provincia et le pape Léon Ier le Grand.
L'action de Valérien nous est inconnue. Il est passé à la postérité par un recueil d'homélies ou sermons, au nombre de vingt, publié et étudié dans la Patrologie de Jacques-Paul Migne, tome 52, c. 691-756.
L'Histoire littéraire de la France lui consacre un chapitre.